# Ala Kušnir
Ala Šulimovna Kušnir (hebrejsko אלה שולימובנה קושניר, rusko А́лла Шулимовна Кушни́р), rusko-izraelska šahistka, velemojstrica, * 11. avgust 1941, Moskva, Sovjetska zveza (sedaj Rusija), † 2. avgust 2013, Tel Aviv, Izrael.
Leta 1970 je postala šahovska prvakinja Sovjetske zveze, leta 1976 velemojstrica. Trikrat je bila članica zmagovalnega moštva na šahovskih olimpijadah (leta 1969 in 1972 za Sovjetsko zvezo, in leta 1976 za Izrael na 22. šahovski olimpijadi v Haifi). Trikrat je kandidirala za naslov svetovne šahovske prvakinje. Vedno jo je premagala Nona Gaprindašvili:
- +3 –7 =3 v Rigi 1965;
- +2 –6 =5 v Tbilisiju in Moskvi 1969;
- +4 –5 =7 v Rigi 1972.